# Carl Gottlieb Bellmann

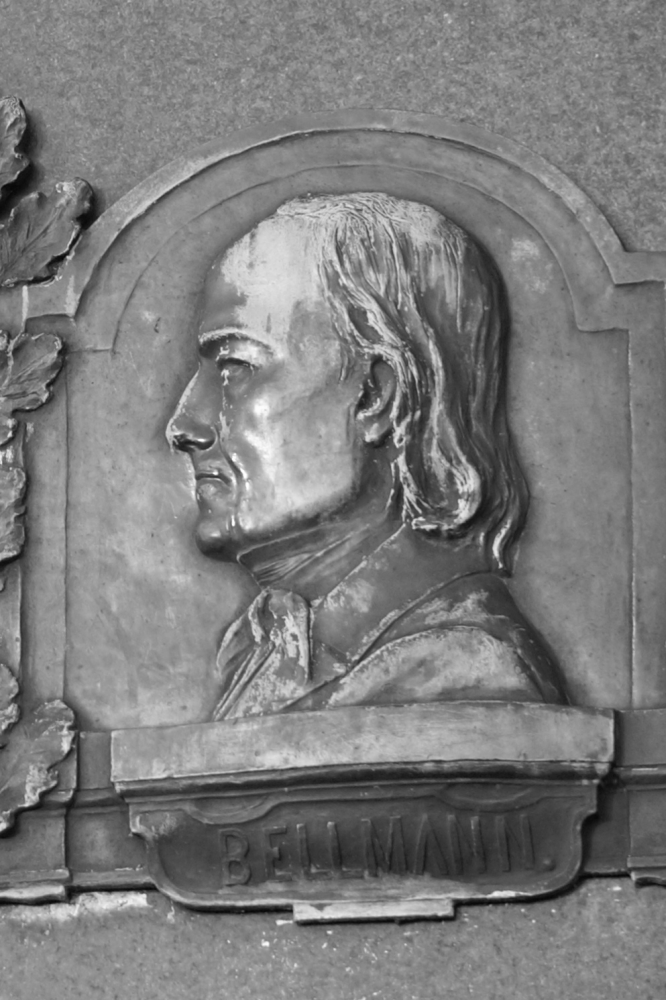
Bellmann am Sockel des Bellmann-Chemnitz-Denkmal an der Schützenkoppel in Schleswig

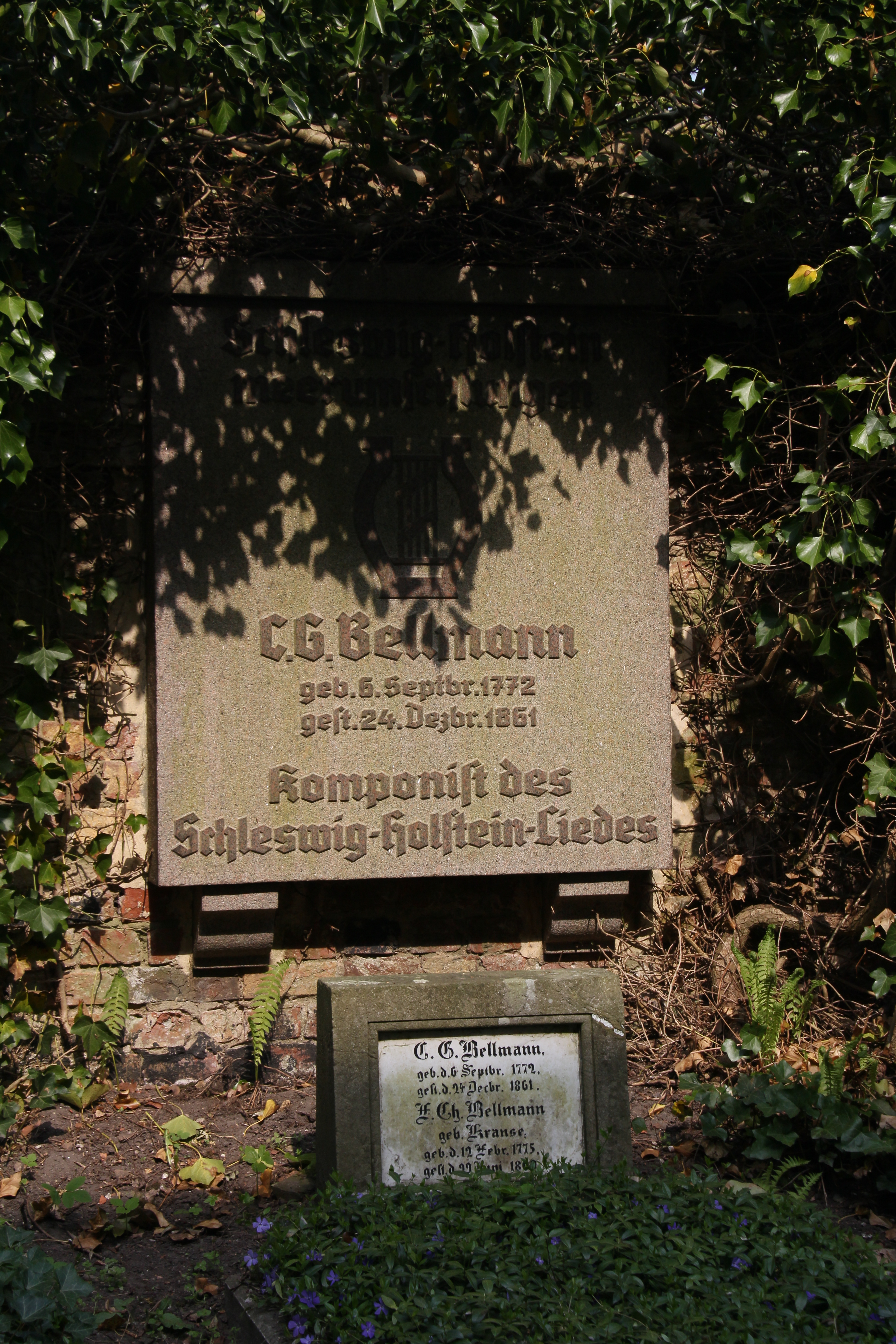
Grabmal auf dem St. Johannis-Friedhof

Carl Gottlieb Bellmann (* 6. September 1772 in Muskau, Oberlausitz; † 24. Dezember 1861 in Schleswig) war ein deutscher Organist und Komponist.

## Leben
Der Sohn eines Maurermeisters war zunächst Cellist in der Hof-Kapelle des Reichsgrafen Erdmann von Pückler, der ihn in den 1790er Jahren jedoch zu seinem Musikdirektor ernannte. Vermittelt durch den Grafen, gelangten er und sein Bruder Adolph um 1800 als Cellisten an das Schauspiel- und Opernhaus des Landgrafen Carl von Hessen im Schloss Gottorf bei Schleswig. Am 9. Dezember 1800 heiratete Bellmann die knapp zwei Jahre jüngere Friederica Christina Krause (auf dem gemeinsamen Grabstein: Kranse) aus Kiel. In Schleswig komponierte er die Melodie des 1844 erstmals gesungenen und in der Revolution gegen Dänemark zur heutigen Landeshymne gewordenen Schleswig-Holstein-Liedes Schleswig-Holstein meerumschlungen.
Bellmann wurde auf dem Friedhof des St.-Johannis-Klosters auf dem Holm vor Schleswig beigesetzt. Im Remter des Klosters ist noch heute die Orgel zu sehen, auf der Bellmann sein berühmtestes Werk komponiert haben soll. Die Pflege der Grabstätte übernimmt die Chemnitz-Bellmann-Loge des Deutschen Druiden Ordens.
Zum 50-jährigen Jubiläum der Uraufführung von Schleswig-Holstein meerumschlungen wurde in Schleswig ein Denkmal des Bildhauers Paul Peterich errichtet, der Sockel trägt das Konterfei von Bellmann und Chemnitz, der den Text des Schleswig-Holstein-Liedes schuf. Das Denkmal steht an der Schützenkoppel, dem Ort, an dem das Schleswig-Holstein-Lied am 24. Juli 1844 erstmals aufgeführt wurde. 
In Schleswig ist eine Straße nach Bellmann benannt. Ebenso gibt es seit 1902 in Kiel-Südfriedhof und seit 1928 in Hamburg-Groß Flottbek eine an ihn erinnernde Bellmannstraße.

## Werke
- Drei Schleswig-Holsteinische Lieder von A. W. Neuber für vierstimmigen Männerchor in Musik gesetzt und dem Schleswiger Gesangvereine zugeeignet. Schleswig: Bruhn 1845
- Wanke nicht mein Vaterland. Lied von M.F. Chemnitz für vierstimmigen Männerchor componirt. Schleswig: Bruhn 1845